# Niccolò Longobardo
Niccolò Longobardo, ou Niccolò Longobardi  (nom chinois: LONG Huamin, Jinghua], né le  10 septembre 1565 à Caltagirone, en Sicile (Italie) et décédé le 11 décembre 1655 à Pékin (Chine), était un prêtre jésuite italien, missionnaire et supérieur des Jésuites en Chine, géographe, astronome et écrivain.

## Biographie

### Jeunesse et formation
Né à Caltagirone le 10 septembre 1565, au sein d’une famille noble sicilienne, le jeune Niccolò entre au noviciat des Jésuites de Messine en 1582. À la fin de sa formation spirituelle et académique il est ordonné prêtre entre 1590 et 1593. Peu après il se porte volontaire pour la Mission d’Orient.
Le père Longobardo embarque à Lisbonne (Portugal) le 10 avril 1596 et arrive à Macao (aujourd’hui la Chine) le 20 juillet 1597. Alors qu’il s‘initie à la culture et la langue chinoise, il envoie des récits louangeurs à son pays natal, déclarant, entre autres choses, que si Platon visitait la Chine, il constaterait que sa ‘république idéale’ était réalisée en Chine.
Fin décembre 1597 Longobardo est envoyé à Shaozhou pour y aider le père Lazzaro Cattaneo mais son attitude prosélyte y irrite des moines bouddhistes qui cherchent un moyen de l’éliminer (1603).
En 1606, il obtient la libération d’un frère jésuite chinois, Huang Mingsha (Francisco Martins), accusé de sédition, qui mourut des suites de la torture à laquelle il avait été soumis. Il est à Pékin aux côtés de Matteo Ricci lorsque celui-ci meurt (le 11 mai 1610). Ricci l’avait nommé supérieur de Jésuites de la mission de Chine (1610) juste avant de mourir. Il le restera jusqu’en 1622.

### Supérieur religieux de la Mission
Bien que proche du père Ricci Longobardo m’était pas entièrement d’accord avec sa méthode d’inculturation. En particulier le désaccord était profond sur le mot chinois qu’utilisait Ricci (‘Shang Di’) pour désigner Dieu. Ce désaccord est l’objet du petit traité écrit par Longobardo en 1631 intitulé : Annotationes contra usum nominis Xam-ti [Shang di]. Ce différend entre les deux missionnaires fut largement exploité plus tard par le père dominicain Domingo Fernández Navarrete dans la ‘querelle des rites’ qui fit rage à partir de 1633.
En 1613, il envoie Nicolas Trigault en Europe pour demander certaines autorisations au Pape – en particulier en ce qui concerne la liturgie en langue chinoise -  ainsi que pour recruter des volontaires – surtout mathématiciens et astronomes - , et rassembler des fonds et des livres pour la mission. Parmi ceux qui l’accompagneront sur le chemin de retour se trouve le père Adam Schall.
En 1622, les fonctionnaires du ministère de la Guerre demandent à Longobardo, en tant que supérieur de la Mission (puis à son successeur Manuel Dias) d’obtenir des canons de la part des Portugais.

### Mathématicien et astronome
Pour le reste Longobardo se consacre à des travaux de géographie et astronomie. Il construit un globe terrestre. En 1624, à Pékin, il écrit (en chinois) un traité sur les tremblements de terre pour expliquer celui qui vient de secouer la ville. En 1629, lorsque les mathématiciens de la cour impériale se trompent dans leurs calculs d’une éclipse, les érudits Xu Guangqi et Li Zhizao lui demandent de les aider à corriger le calendrier qui en dépend.
Percevant combien les eunuques étaient influents à la cour impériale le père Longobardo et d’autres missionnaires font un effort particulier, entre 1624 et 1629, pour les convertir à la foi chrétienne. Ils réussissent à convertir une dizaine d’entre eux, dont Pang Tianshou, qui, à son tour, convertit plusieurs membres de l’entourage de Zhu Youlang, prétendant au trône ming. Il contribue à faire envoyer en Europe le père Michel Boym pour y demander le soutien de la dynastie des Mings, dont le trône est menacé en Chine.

### Mort à 90 ans
Le père Niccolò Longobardo meurt à Pékin le 11 décembre 1655. Il a un peu plus de 90 ans, un âge particulièrement respectable en Chine... Cette perte fut ressentie non seulement par ses compagnons jésuites, mais également par l’empereur Shunzhi (de la nouvelle dynastie Qing), qui avait déjà fait peindre son portrait et contribué 300 taels d’argent à ses funérailles et monument funéraire, un honneur impérial insigne. Il fut inhumé, près du père Ricci, au cimetière Zhalan de Pékin, où se trouve sa stèle funéraire.

## Écrits
Les écrits de Longobardo sont pour la plupart religieux. Il est connu qu'il n’était pas en accord complet avec la méthode d’accommodement culturel promue par Ricci. Le désaccord sur le terme chinois à adopter pour désigner le ‘Dieu des chrétiens’ en est une illustration.
- Annotationes contra usum nominis Xam-ti, Pekín, 1631.
- De Confucio ejusque doctrina tractatus. (Traité sur quelques points de la religion des Chinois).

Parmi ses autres écrits :
- Breve relatione del regno della Cina, Mantoue, 1601.
- Dizhen jie, Pékin, 1624. (Traité sur les tremblements de terre),